# Hrvati u Peruu
Hrvati u Peruu (špa. Inmigración croata en Peru) su osobe u Peruu s punim, djelomičnim, ili većinskim hrvatskim podrijetlom, ili u Hrvatskoj rođene osobe s prebivalištem u Peruu. Procjenjuje se da u Peruu živi 6.000 Hrvata i osoba hrvatskog podrijetla i to poglavito u gradu Limi. Državljanstvo Hrvata je regulirano člankom 53. Ustava Republike Peru. Hrvati koji imaju peruansko državljanstvo ravnopravni su građani Perua, a Peru im dozvoljava dvojno državljanstvo.

## Povijest
Peru je prva južnoamerička država u koju su došli Hrvati. Zapisi govore kako je dubrovački vlastelin Basilije Basiljević 1573. g. odlučio okušati poslovnu sreću u zemljama Južne Amerike. Zaputio se u Peru privučen legendom o "El Doradu", starom gradu Inka punom tajni i bogatstva. U Cuscu, prijestolnici Inka, izgrađeno je 28 crkava, a jedna od njih je bila i crkva sv. Vlaha koju su gradili hrvatski mornari i Basiljević. 
Godine 1821. počelo je prvo veće doseljavanje hrvatskog stanovništva u Peru. U to vrijeme Hrvati su bili navedeni kao "Austrijanci", jer je Hrvatska bila dio Habsburške Monarhije. Većina ljudi koji su napustili svoje domove svojedobno zbog loše gospodarske situacije. Najupečatljiviji primjer bila je takozvana "Vinska klauzula" trgovinskog sporazuma iz 1891. između Austo-Ugarske i Italije, koji je bio posebno nepovoljan za hrvatsko vinogradarstvo. Vinskom klauzulom dozvoljen uvoz jeftinih talijanskih vina uz vrlo povoljne uvjete, a njome je Austro-Ugarska namjeravala kupiti talijansko prijateljstvo odnosno vojno savezništvo. Hrvatska vinska poljoprivreda je teško pogođena ovom odlukom bečke vlasti. Sporazum je trajao dugi niz godina.
Nakon Drugog svjetskog rata stotine tisuća Hrvata je napustilo svoju domovinu zbog straha od odmazde i ukidanje demokracije od strane jugoslavenskih vlasti. Iseljenici su bili uglavnom ljudi iz ruralnih područja, mladi i bez stručnih kvalifikacija. 24. veljače 1948., brodom "General Black" iz izbjegličkog logora "Campo Fermo" u Peru dolazi najveća grupa Hrvata, 626 osoba. Poslije prve generacije hrvatski jezik govori samo oko 10% potomaka.
U Limi djeluje Hrvatska zajednica "Dubrovnik", a u Santa Clari Hrvatski klub "Jadran". Postoji samo jedna Katolička misija za Peru i zemlje Južne Amerike, "Vicaria pastoral Croata i Parroquia San Leopoldo". U više navrata održavani su tečajevi hrvatskog jezika i kulture pri hrvatskim klubovima i katoličkoj misiji. Na prostoru Santa Clare djeluje i hrvatska crkva "San Leopoldo".
Hrvatsku zajednicu u Peruu osnovao je 1991. godine Branko Fistrović. Njeni članovi su se vrlo aktivno zauzimali za službenoj priznanje Perua Hrvatske. 

## Zanimljivosti
- U mjestu Puente Piedra u Peruu su 1936. godine osnovane Kćeri Milosrđa koje vode dom za siromašnu djecu. U domu se nalazi oko 200 štićenika, a u njihovoj osnovnoj i srednjoj školi čak oko 1000 učenika.[4] Redovnice su većinom iz Paragvaja, Perua i Čilea, a članice su reda kojega je utemeljila Marija Petković od Raspetog Isusa, ugledna Hrvatica iz Blata na Korčuli.

- U čast hrvatskog slikara iz Perua Kristiana Krekovića, Peru je tiskao poštanske markice s njegovim likom.

- Papa Ivan Pavao II. imenovao je fra Gerarda Antuna Žerdina, hrvatskog franjevca iz Zagreba, za naslovnog biskupa biskupije Tucca Terebentin i pomoćnog biskupa koadjutora Apostolskog vikarijata San Ramon u Peruu. On je posebnu brigu posvetio radu s malim amazonskim narodima koji žive u prašumi

- Područje od nekoliko ulica u kojima su Hrvati živjeli u Peruu i danas se zove "Croacia."

- Hrvat Ivan Bjelovučić je osnivač peruanskog i južnoameričkog zrakoplovstva. U Santa Beatrizu ostvaruje prvi let u povijesti Perua, u nazočnosti predsjednika države te vojnih i civilnih uglednika. Leti nad gradovima Limom i Callaom te iznad Tihog oceana. Dana 29. siječnja 1911. godine, leti na relaciji od Lime do Ancone s vremenom od samo 20 minuta nakon čega je svečano primljen u Gran Hotelu, koji je bio u suvlasništvu uglednih peruanskih Hrvata.

## Poveznice
- Dodatak:Popis poznatih peruanskih Hrvata

## Vanjske poveznice
- Historijski zbornik g. XXXVII (1), 1985.[neaktivna poveznica] Ljubomir Antić: prikaz knjige Zivane Meseldzic de Pereyre
- Croatas en el Peru, croatia.org, arhivirano s croatians.com (špa.)